# Moergestel
Moergestel est un village situé dans la commune néerlandaise d'Oisterwijk, dans la province du Brabant-Septentrional. Le 1er janvier 2008, le village comptait 5 959 habitants.
Moergestel est situé sur la Reusel, au sud-est de Tilbourg.

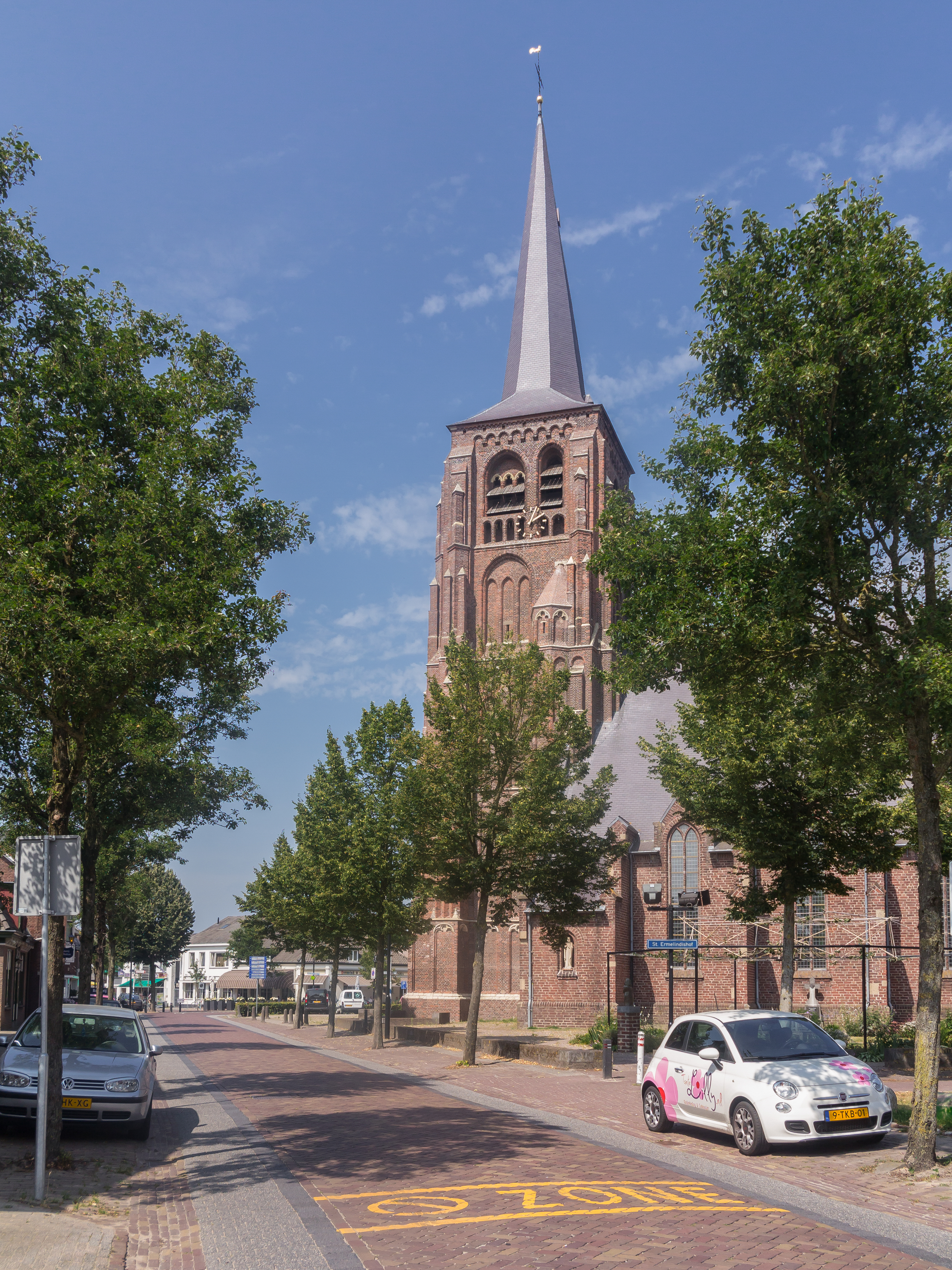
Église Saint-Jean.

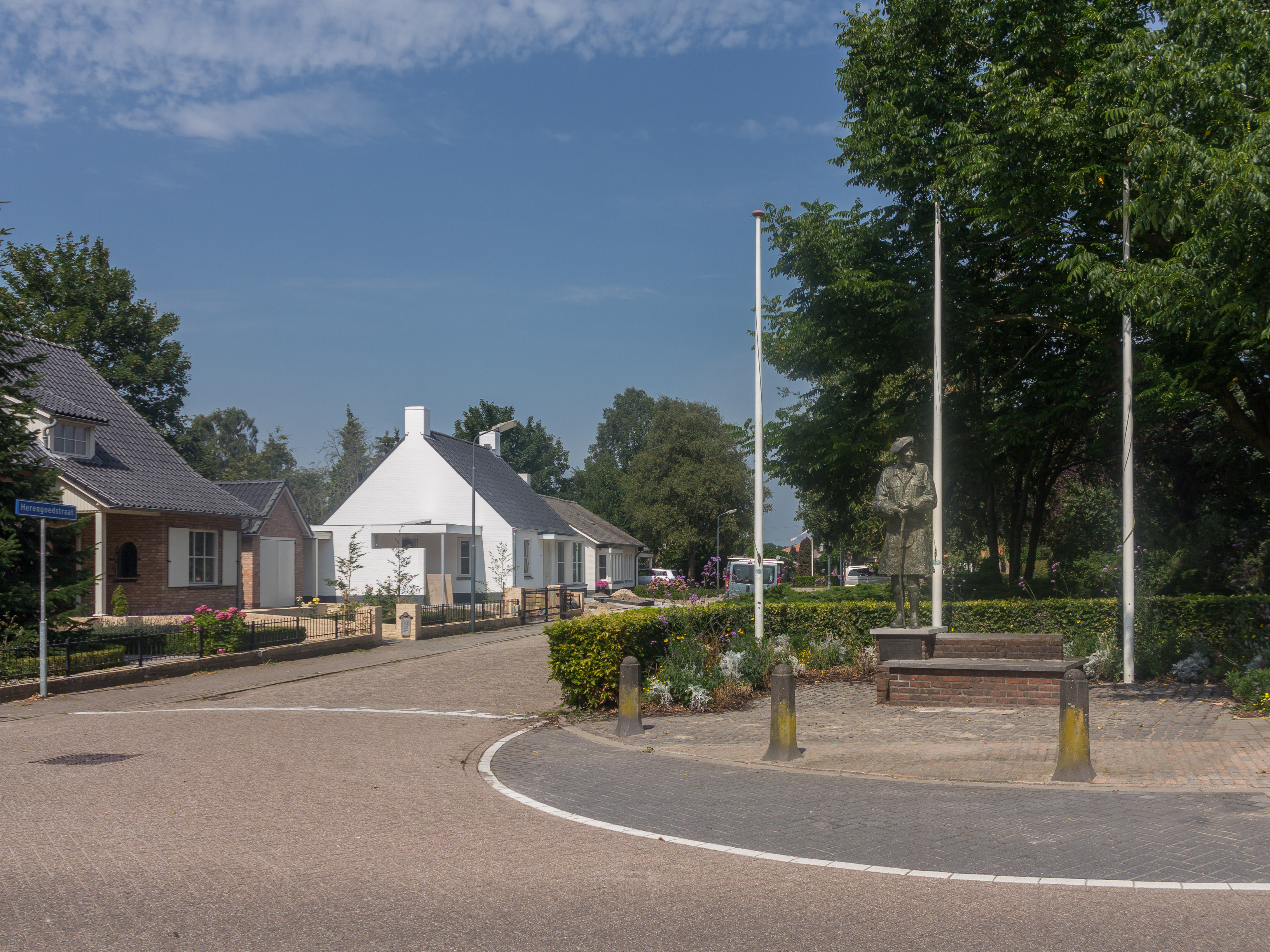
Statue du général Colin Muir Barber.

## Histoire
Moergestel a été une commune indépendante jusqu'au 1er janvier 1997, date de son rattachement à Oisterwijk.